# Thrigmopoeus insignis
Thrigmopoeus insignis é uma espécie de aranha pertencente à família Theraphosidae (tarântulas).